# كارمينا بورانا (كنتاتا)
كارمينا بورانا هي كانتاتا من أعمال الملحن كارل أورف، ألفها في عامي 1935 و1936، وقدمتها أول مرة أوبرا فرانكفورت في 8 يونيو 1937 كجزء من ثلاثية موسيقية بعنوان انتصارات تضمنّت إلى جانب كارمينا بورانا كلًا من انتصار أفروديت، وكاتولي كارمينا. تستند كارمينا بورانا إلى 24 قصيدة وجدت في القرون الوسطى تعود لعام 1280. كتبت هذه النصوص بعضها باللغة اللاتينية ومن خليط من الألمانية البافارية الجنوبية والعامية الفرنسية القديمة. وتتنوع مواضيعها بين الدين والحِكم وأغاني السكارى وأغاني الحب العاطفية والماجنة. أفضل حركة معروفة هي القطعة الأولى أو فورتونا (القدر).
تعني كلمة كارمينا بورانا أغاني بويرن وهو عنوان لكتاب ضم المجموعة الكاملة للقصائد العلمانية اللاتينية التي كتبها شعراء مختلفون في مطلع القرن الثاني عشر الميلادي. ويبلغ عددها ما يقارب 250 قصيدة. وقد جمع الشاعر الألماني يوهان أندرياس شميلر المجموعة وطبعها عام 1847 

## وصف

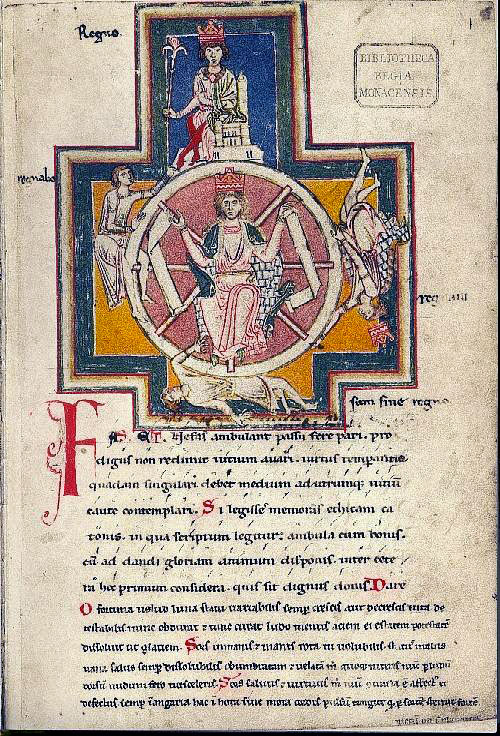
رسم عجلة القدر على الصفحة الأولى لمخطوطة بويرن، مع أربع عبارات تحيط بالعجلة: «Regnabo, Regno, Regnavi, Sum sin regno»
أنا سوف أحكم، أنا أحكم، أنا حكمت، أنا بدون مملكة

يقسم هذا العمل بشكل رئيسي إلى ثلاثة أقسام، تحت عناوين: الربيع، في الحانة، ومحكمة الحب. وتمزج القصائد بين الطهارة واللذة في التعامل مع متع الحياة الدنيا، بروح من السذاجة والتسليم اللذان كانا في جوهر النظرة إلى الموت والآخرة في القرون الوسطى. وتتمحور فكرة هذه النصوص بمعظمها حول دوران عجلة القدر. ففي كل مشهد وأغنية تدور عجلة القدر فتتحول البهجة إلى حزن وينقلب الإمل إلى مرارة.
تبدأ المتتالية بمقدمة تناجي ربة الأقدار فورتونا ربة الحظ والثروة والانتقام وسيدة القدر عند الرومان. وهي الصورة الأخرى لكلمة فورتومنا التي تعني المنقلب لأن فورتونا تقلب عجلات السنة الضخمة فتوقفها على السعادة أو الحزن أو الحياة أو الموت.
وتبدو فورتونا هنا المتحكمة بالمصائر والأقدار، ربة الحياة الدنيا بما فيها من أحزان وويلات، ومتع ومسرات، حيث تتناول القصائد متع الحياة الدنيا في أشكالها الأربعة: (الحكم) في المقدمة، و (الشباب) في القسم الأول الربيع، و (الخمر) في القسم الثاني في الحانة، و (الحب والنساء) في القسم الثالث محكمة الحب. وحيث أن عجلة الفورتونا دائرة أبداً، فلا شيء من المتع والملذات له الأزلية والدوام، ولا يبقى إلا ربة الأقدار تدير عجلتها كيفما تشاء في دورة أزلية في حياة ومصائر البشر، لتختتم هذه المتتالية بذات المقدمة التي بدأت بها.

### الأقسام
| Fortuna Imperatrix Mundi      | Fortuna Imperatrix Mundi               | إلهة القدر، سيدة العالم       | إلهة القدر، سيدة العالم             |
| 1. O Fortuna                  | اللاتينية                              | أو فوروتنا (أه.يا إلهة القدر) | أداء كورال                          |
| 2. Fortune plango vulnera     | اللاتينية                              | أندب جروح إلهة القدر          | أداء كورال                          |
| I – Primo vere                | I – Primo vere                         | الربيع                        | الربيع                              |
| 3. Veris leta facies          | اللاتينية                              | وجه الربيع المرح              | أداء كورال صغير                     |
| 4. Omnia Sol temperat         | اللاتينية                              | الشمس تدفئ كل شيء             | باريتون                             |
| 5. Ecce gratum                | اللاتينية                              | الربيع الطلق                  | أداء كورال                          |
| Uf dem anger                  | Uf dem anger                           | فوق العشب                     | فوق العشب                           |
| 6. Tanz                       |                                        | رقصة                          | موسيقى                              |
| 7. Floret silva               | اللاتينية/الألمانية البافارية الجنوبية | الخضرة تعم الغابات            | أداء كورال                          |
| 8. Chramer, gip die varwe mir | الألمانية البافارية الجنوبية           | أيها العطار أعطني الحمرة      | أداء كورال (صغير وكبير)             |
| 9. Reie                       | الألمانية البافارية الجنوبية           | رقصة دائرية                   | موسيقى                              |
| 10. Were diu werlt alle min   | الألمانية البافارية الجنوبية           | لو أني ملكت العالم            | أداء مورال                          |
| II – In Taberna               | II – In Taberna                        | في الحانة                     | في الحانة                           |
| 11. Estuans interius          | اللاتينية                              | تضطرم النار في أحشائي         | أداء باريتون                        |
| 12. Olim lacus colueram       | اللاتينية                              | البجعة المشوية                | أداء تينور وكورال رجال              |
| 13. Ego sum abbas             | اللاتينية                              | أنا كبير الكهنة               | أداء كورال، وباريتون                |
| 14. In taberna quando sumus   | اللاتينية                              | عندما نكون في الحانة          | أداء كورال رجال                     |
| III – Cour d'amours           | III – Cour d'amours                    | محكمة الحب                    | محكمة الحب                          |
| 15. Amor volat undique        | اللاتينية                              | كيوبيد يرف في الأرجاء         | أداء سوبرانو، وكورال رجال           |
| 16. Dies, nox et omnia        | اللاتينية/الفرنسية العامية القديمة     | الليل والنهر وكل شيء          | أداء باريتون                        |
| 17. Stetit puella             | اللاتينية                              | وقفت الفتاة                   | أداء سوبرانو                        |
| 18. Circa mea pectora         | اللاتينية/الألمانية البافارية الجنوبية | في قلبي                       | أداء باريتون، وكورال                |
| 19. Si puer cum puellula      | اللاتينية                              | إذا التقى فتى وفتاة           | أداء 3 تينور، وباريتون، و2 بيس      |
| 20. Veni, veni, venias        | اللاتينية                              | تعالي، تعالي                  | أداء كورالين                        |
| 21. In trutina                | اللاتينية                              | في الميزان                    | أداء سوبرانو                        |
| 22. Tempus est iocundum       | اللاتينية                              | هذا هو وقت المرح              | أداء سوبرانو، وباريتون، وكورال رجال |
| 23. Dulcissime                | اللاتينية                              | يا أحلى النساء                | أداء سوبرانو                        |
| 24. Ave formosissima          | اللاتينية                              | سلام يا أجمل النساء           | أداء كورال                          |
| Fortuna Imperatrix Mundi      | Fortuna Imperatrix Mundi               | إلهة القدر، سيدة العالم       | إلهة القدر، سيدة العالم             |
| 25. O Fortuna (reprise)       | اللاتينية                              | أو فوروتنا (أه.يا إلهة القدر) | أداء كورال                          |

## الأسلوب
ساهم أورف في تطوير مفهوم درامي لاتيني عرف باسم «مسرح العالم» الذي كانت الموسيقى فيه لا تنفصل عن حركات وغناء الراقصين والممثلين، بحيث حددت الصيغة الفنية التي كتبها أورف من الموسيقى في أن كل لحظة في كارمينا بورانا ما يرتبط بعمل ما يؤديه الممثلون على خشبة المسرح. 

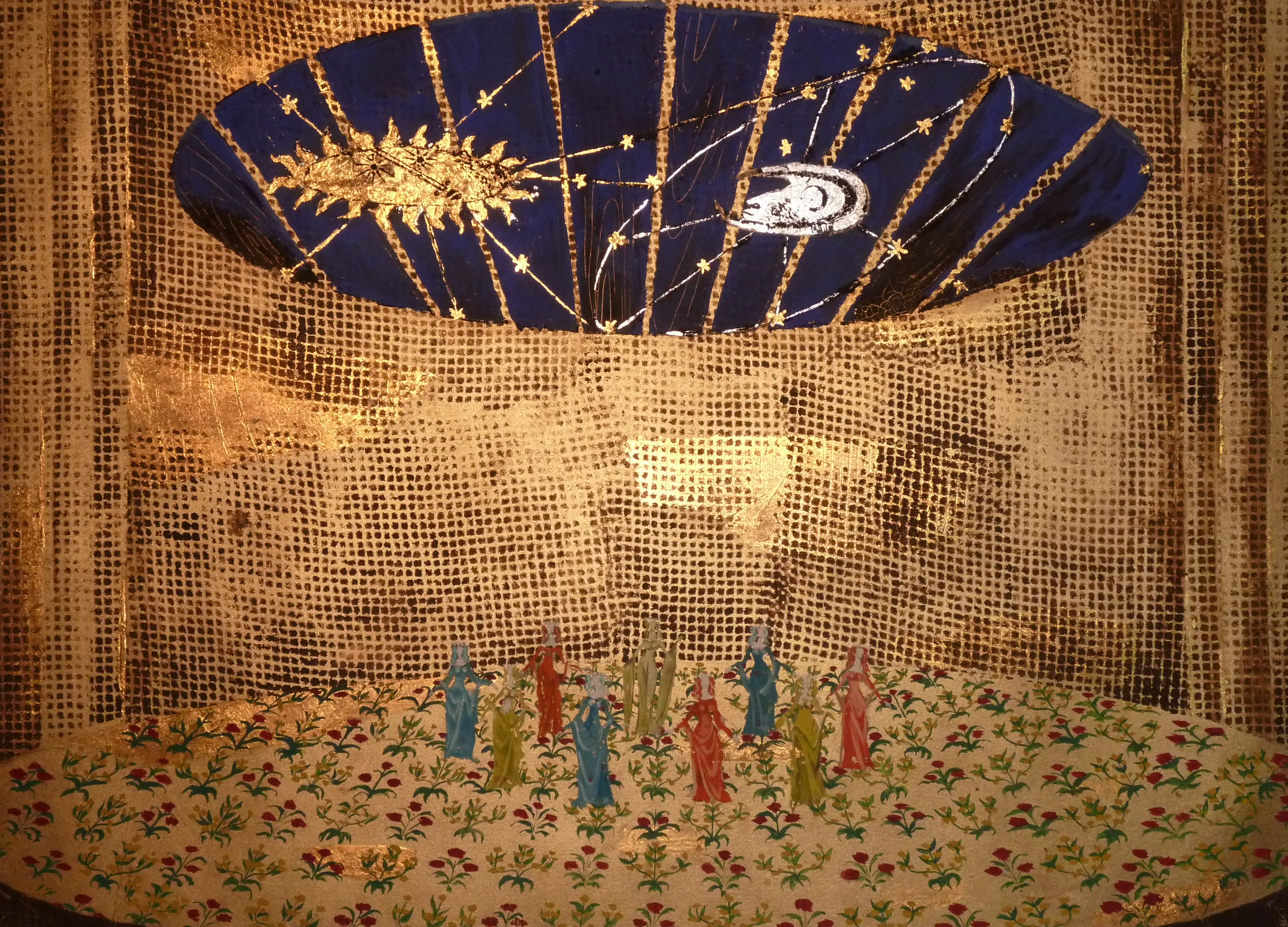
عرض كارمينا بورانا على مسرح مدينة ميونخ عام 1959 من تصميم هيلموت يورجنز

تأثر أورف في تأليف الموسيقى بنماذج أواخر عصر النهضة ونماذج عصر الباروك الموسيقية المبكرة مثل موسيقى ويليام بيرد وكلوديو مونتيفيردي.

## الأعمال المقتبسة
- قدم الراقص ومصمم الرقصات الأمريكي لويس هولتون النسخة الراقصة من كارمينا بورانا على مسرح مينيسوتا للرقص في عام 1978.[4]
- حولت كارمينا بورانا في عام 1975 بمناسبة ذكرى ميلاد أورف الثمانين إلى فيلم استعراضي من إخراج جان بيير بونيل بثه التليفزيون الثاني الألماني زي دي إف وشارك أورف في إنتاجه.[5]

## النجاح والانتشار
حققت كارمينا بورانا نجاحًا هائلًا منذ أن قدمها أوركسترا أوبرا فرانكفورت للمرة الأولى في 8 يونيو 1937 بقيادة برتيل فيتسلسبيرغر وبمصاحبة جوقة سيسيليا فرانكفورت، والإخراج المسرحي لأوسكار فالترلين، وتصميم الأزياء للودفيج سيفرت، لدرجة أن كارل أورف قال للشركة المنتجة والموزعة شوت ميوزيك بعد فترة وجيزة من العرض الافتتاحي:
إن جلّ ما ألفته حتى الآن من أعمال موسيقية قد بات مهددًا بالمحو بكل أسف، فمجمل أعمالي بدأت تختزل في كارمينا بورانا.
تكرر عرض كارمينا بورانا لمرات عديدة في مختلف أنحاء ألمانيا. كان النظام النازي غاضبًا في البداية بسبب اللهجة الماجنة الموجودة في القصائد، إلا أنها نالت استحسان المسؤولين فيما بعد حين أصبحت أشهر مقطوعة موسيقية في ألمانيا في ذلك الوقت، واستمرت شعبيتها في الازدياد بعد الحرب العالمية الثانية، وبحلول الستينيات، كانت كارمينا بورانا قد أصبحت جزءًا أصيلًا من تراث الموسيقى الكلاسيكية العالمي.
القيم سبب في انشار العمل
وتعود أسباب النجاح والانتشار في نظر بعض الكتاب إلى أنها تتضمن:
- محاكمة الحب
- محاكمة متع ولذات الحياة
- محاكمة الزيف والكذب

## وصلات خارجية
- استمع لكارمينا بورانا على يوتيوب